# John Stanmeyer

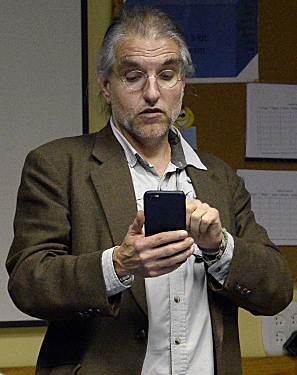
John Stanmeyer

John Stanmeyer (* 1964 in Illinois) ist ein US-amerikanischer Fotograf und Fotojournalist.

## Leben und Werk
Als Fotograf dokumentierte er unter anderem den die politischen Umwälzungen in Osteuropa, die Konflikte im Südsudan, den Krieg in Afghanistan, das Unabhängigkeitsreferendum in Osttimor 1999, die Auswirkungen des Erdbebens im Indischen Ozean 2004 und die Unruhen in Osttimor 2006.
1996 zog er nach Hongkong und lebte für 12 Jahre in Asien. Er arbeitete für die National Geographic Society sowie zwischen 1998 und 2008 für das Time Magazine. In dieser Zeit wurden 18 seiner Fotografien als Time-Titelbilder verwendet. 2001 gründete er mit sechs weiteren internationalen Fotojournalisten die Fotoagentur VII Photo Agency. 2012 fotografierte er den Dokumentarfilm Starved for Attention.
1999 erhielt er die Robert Capa Gold Medal und 2008 den National Magazine Award. Sein Foto afrikanischer Flüchtlinge in Dschibuti wurde als Pressefoto des Jahres 2013 ausgezeichnet.
Er lebt mit seiner Frau Anastasia Stanmeyer und den drei gemeinsamen Kindern auf einer Farm in den Berkshire Mountains in Massachusetts.

## Auszeichnungen (Auswahl)
- 1999: Robert Capa Gold Medal
- 2000: World Press Photo Contest, Platz 1 und 3 in der Kategorie News
- 2008: National Magazine Award
- 2013: Pressefoto des Jahres

## Werk
- Fotos der Ermordung von Joaquim Bernardino Guterres, 1999
- Island of the Spirits. Afterhours Group, 2010, ISBN 978-6029750713